# James LuValle
James LuValle (Estados Unidos, 10 de noviembre de 1912-30 de enero de 1993) fue un atleta estadounidense, especialista en la prueba de 400 m en la que llegó a ser medallista de bronce olímpico en 1936.

## Carrera deportiva
En los JJ. OO. de Berlín 1936 ganó la medalla de bronce en los 400 metros, con un tiempo de 46.8 segundos, llegando a meta tras su compatriota Archie Williams y el británico Godfrey Brown (plata con 46.7 segundos).